# Symmons Plains Raceway
Il Symmons Plains Raceway è un autodromo australiano costruito a 30 km a Sud di Launceston, in Tasmania. Dal 1960 (anno di chiusura dell'autodromo Longford) è il più importante circuito dell'isola. È uno dei circuiti più lunghi dell'Australian Touring Car Championship e del Supercars Championship Series. Nel 2005 ha ospitato il Falken Tasmania Challenge.
Nel 2004 il circuito è stato aggiornato con una spesa di 3 milioni di dollari. Tale aggiornamento ha provveduto ad uno spostamento della linea di partenza/arrivo accanto ai box (e non su una curva come in precedenza). La pista è famosa per il suo strettissimo tornante Brambles Hairpin alla fine del rettilineo principale.
Dick Johnson e Allan Moffat hanno vinto per tre volte di fila a testa su questo circuito, ma il record di vittorie spetta a Peter Brock, con un punteggio di 5 vittorie totali.

## Il circuito
La pista è lunga 2,41 km. Il rettilineo prima del tornante Brambles Hairpin offre la miglior opportunità per effettuare sorpassi. Altra possibilità di sorpasso è offerta dalla curva a sinistra del rettilineo secondario.

## Albo d'oro
| Anno | Pilota            | Autovettura                    | Team                        |
| ---- | ----------------- | ------------------------------ | --------------------------- |
| 1969 | Norm Beechey      | Holden HK Monaro GTS327        |                             |
| 1970 | Jim McKeown       | Porsche 911                    |                             |
| 1971 | Allan Moffat      | Ford Mustang Trans-Am          | Allan Moffat Racing         |
| 1972 | Allan Moffat      | Ford Mustang Trans-Am          | Allan Moffat Racing         |
| 1973 | Allan Moffat      | Ford Falcon                    | Ford Australia              |
| 1974 | Peter Brock       | Holden Torana LJ GTR XU-1      | Holden Dealer Team          |
| 1975 | Colin Bond        | Holden Torana LH SLR/5000 L34  | Holden Dealer Team          |
| 1976 | John Harvey       | Holden Torana LH SLR/5000 L34  | Peter Janson                |
| 1977 | Allan Moffat      | Ford XB Falcon GT              | Moffat Ford Dealers         |
| 1978 | Peter Brock       | Holden Torana LX SS A9X 4-Door | Holden Dealer Team          |
| 1979 | John Harvey       | Holden Torana LX SS A9X 4-Door | Holden Dealer Team          |
| 1980 | Peter Brock       | Holden Commodore               | Holden Dealer Team          |
| 1981 | Dick Johnson      | Ford Falcon                    | Dick Johnson Racing         |
| 1982 | Peter Brock       | Holden VC Commodore            | Holden Dealer Team          |
| 1983 | Allan Grice       | Holden Commodore               | Roadways Racing             |
| 1984 | Peter Brock       | Holden Commodore               | Holden Dealer Team          |
| 1985 | Robbie Francevic  | Volvo 240T                     | Mark Petch Racing           |
| 1986 | Robbie Francevic  | Volvo 240T                     | Volvo Dealer Team           |
| 1987 | George Fury       | Nissan Skyline DR30            | Peter Jackson Nissan Racing |
| 1988 | Dick Johnson      | Ford Sierra RS500              | Shell Ultra-Hi Racing       |
| 1989 | Dick Johnson      | Ford Sierra RS500              | Shell Ultra-Hi Racing       |
| 1990 | Dick Johnson      | Ford Sierra RS500              | Shell Ultra-Hi Racing       |
| 1991 | Jim Richards      | Nissan Skyline R32 GT-R        | Nissan Motorsport Australia |
| 1992 | Glenn Seton       | Ford Sierra RS500              | Glenn Seton Racing          |
| 1993 | Alan Jones        | Ford Falcon                    | Glenn Seton Racing          |
| 1994 | Mark Skaife       | Holden Commodore               | Gibson Motor Sport          |
| 1995 | John Bowe         | Ford Falcon                    | Shell FAI Racing            |
| 1996 | Craig Lowndes     | Holden Commodore               | Holden Racing Team          |
| 1997 | Greg Murphy       | Holden Commodore               | Holden Racing Team          |
| 1998 | Craig Lowndes     | Holden Commodore               | Holden Racing Team          |
| 1999 | Mark Skaife       | Holden Commodore               | Holden Racing Team          |
| 2004 | Russell Ingall    | Ford BA Falcon                 | Stone Brothers Racing       |
| 2005 | Garth Tander      | Holden Commodore               | Toll HSV Dealer Team        |
| 2006 | Garth Tander      | Holden Commodore               | Toll HSV Dealer Team        |
| 2007 | Jamie Whincup     | Ford BF Falcon                 | Team Vodafone               |
| 2008 | Jamie Whincup     | Ford BF Falcon                 | Team Vodafone               |
| 2009 | Will Davison      | Holden Commodore               | Holden Racing Team          |
| 2010 | Mark Winterbottom | Ford Falcon                    | Ford Performance Racing     |